# 宇治市立南小倉小学校
宇治市立南小倉小学校（うじしりつ みなみおぐらしょうがっこう）は、京都府宇治市小倉町にある公立小学校。

## 概要
宇治市立西小倉小学校児童増加に伴い、1978年4月6日に開校した。開校当時校舎一部未完成であった。
宇治市立小倉小学校、宇治市立北小倉小学校、宇治市立西小倉小学校、宇治市立伊勢田小学校の後に開校。
小倉・伊勢田地区では1番新しい小学校となっている。

## 沿革

### 年表
- 1978年4月6日 - 南小倉小学校が開校
- 1978年10月1日 - 第2期校舎増築工事着手
- 1979年4月1日 - ことばの教室開設
- 1979年4月3日 - プール完成
- 1980年2月1日 - 玄関前築山完成（第1回卒業生寄贈）
- 1980年3月1日 - 校歌制定
- 1982年4月6日 - 障害児学級（たんぽぽ学級）開設
- 1982年9月10日 - アスレチック完成
- 1983年3月19日 - 東・西工車壁面大時計設置
- 1983年3月19日 - 体育館植栽整備、運動場｢楠｣等植樹
- 1984年3月19日 - グランドピアノ等設置（第5回卒業生寄贈）
- 1985年3月13日 - 自転車置場設置
- 1986年3月31日 - 本館前庭舗装整備
- 1987年3月4日 - 体育倉庫設置
- 1988年2月27日 - 創立10周年記念式典
- 1988年3月19日 - 百葉箱設置（第9回卒業生寄贈）
- 1989年3月18日 - 体育館大時計等設置（第9回卒業生寄贈）
- 1990年3月12日 - 学校園完成
- 1992年3月12日 - 水辺の暮らし資料室開室
- 1993年2月5日 - 京都府学級給食努力校受賞
- 1994年11月25日 - 宇治市福祉教育実践校に指定
- 1996年3月31日 - 北校舎屋上防水工事
- 1996年5月1日 - 宇治市環境教育実践校に指定
- 1996年9月1日 - 来賓用玄関設置
- 1997年3月15日 - 体育館周辺桜植樹
- 1997年9月20日 - 飼育舎面改修
- 1998年6月27日 - ことばの教室改修
- 1998年8月25日 - 校舎内（廊下、壁、トイレ）改修工事
- 1998年9月1日 - 図書ボランティアの活動開始
- 1999年4月1日 - 学力定着サポーター（算数）配置
- 1999年5月22日 - 府小教研研究協力校（情報教育)
- 1999年6月7日 - LDに対する指導体制の充実事業研究協力校
- 2000年4月1日 - 少人数加配配置による授業の開始
- 2000年11月12日 - 府小教研情報教育研究協力校発表会
- 2001年9月 - 体育館改修
- 2002年4月1日 - 地域ふれあい体験活動推進校指定
- 2002年 - 食に関する指導の実践モデル校指定
- 2002年 - ボランティア活動普及事業指定
- 2004年2月23日 - にこにこ広場完成（学校環境緑化モデル事業）
- 2004年4月1日 - 視覚障害児学級（はるかぜ学級)）開設
- 2004年4月1日 - 特別支援教室制度に関する研究協力校
- 2004年4月1日 - UJI学びの森推進校指定
- 2005年6月6日 - プール改修工事（濾過器交換・プール塗装）
- 2006年11月25日 - 設立30周年記念式典
- 2008年4月7日 - 情緒障害児学級（つくし学級）開設
- 2010年4月 - 京都府交通安全優良学校表彰受賞
- 2011年2月 - 体育館耐震改修工事完成
- 2011年4月 - 宇治市家庭学習促進実践研究事業指定（西小倉中学校ブロック）
- 2011年12月 - 校舎耐震改修工事完成
- 2011年12月 - 中庭、学校園改修
- 2012年6月 - 前教室空調機設置

## 主な行事
1学期
- 4月
  - 離任式
  - 入学式
  - 身体測定
- 5月
  - 避難訓練
  - 新体力テスト
  - 春の遠足（1年生～3年生、5年生）
  - プール清掃
  - 修学旅行（6年生）
- 6月
  - 校外学習（4年生）
- 7月
  - 水泳学習
  - 終業式
  - 夏休み
  - 水泳教室

2学期
- 8月
  - 始業式
- 9月
  - 避難訓練
  - 二計測
  - 運動会
- 10月
  - 校外学習（3年生、4年生）
  - 林間学習（5年生）
- 11月
  - 校外学習（6年生）
  - 土曜参観
  - 演劇鑑賞会
  - 居住地交流（1年生、2年生）
  - 授業参観、懇談会
  - 西小倉中学校体験入学（6年生）
- 12月
  - 終業式
  - 冬休み

3学期
- 1月
  - 始業式
  - 避難訓練
  - 二計測
- 2月
  - 授業参観、懇談会
  - 造形展
  - 卒業生を送る集い
- 3月
  - 6年生を送る会
  - 卒業式
  - 修了式
  - 春休み

## 学級
- 1年
- 2年
- 3年
- 4年
- 5年
- 6年
- たんぽぽ：障害児学級
- はるかぜ：視聴覚障害児学級
- つくし：情緒障害児学級

## 通学区域
- 小倉町（南浦・山際の全部及び神楽田・西浦・南堀池・西山の一部）
- 伊勢田町（北山の一部）

## 主な進学先
- 宇治市立西小倉中学校

## 周辺施設・道路
- 西宇治図書館
- 南浦幼保連携型認定こども園
- 宇治市立西小倉中学校
- 宇治市立西小倉小学校
- 京都府立城南菱創高等学校（旧京都府立西宇治高校）
- 京都府道81号八幡宇治線

## 交通
- 近鉄京都線 小倉駅下車
- JR奈良線 JR小倉駅下車

## 著名な出身者
- 羽野晶紀（女優、タレント）